# Lycomorphodes epatra
Lycomorphodes epatra är en fjärilsart som beskrevs av William Schaus 1905. Lycomorphodes epatra ingår i släktet Lycomorphodes och familjen björnspinnare. Inga underarter finns listade i Catalogue of Life.